# Ryszard Siwiec

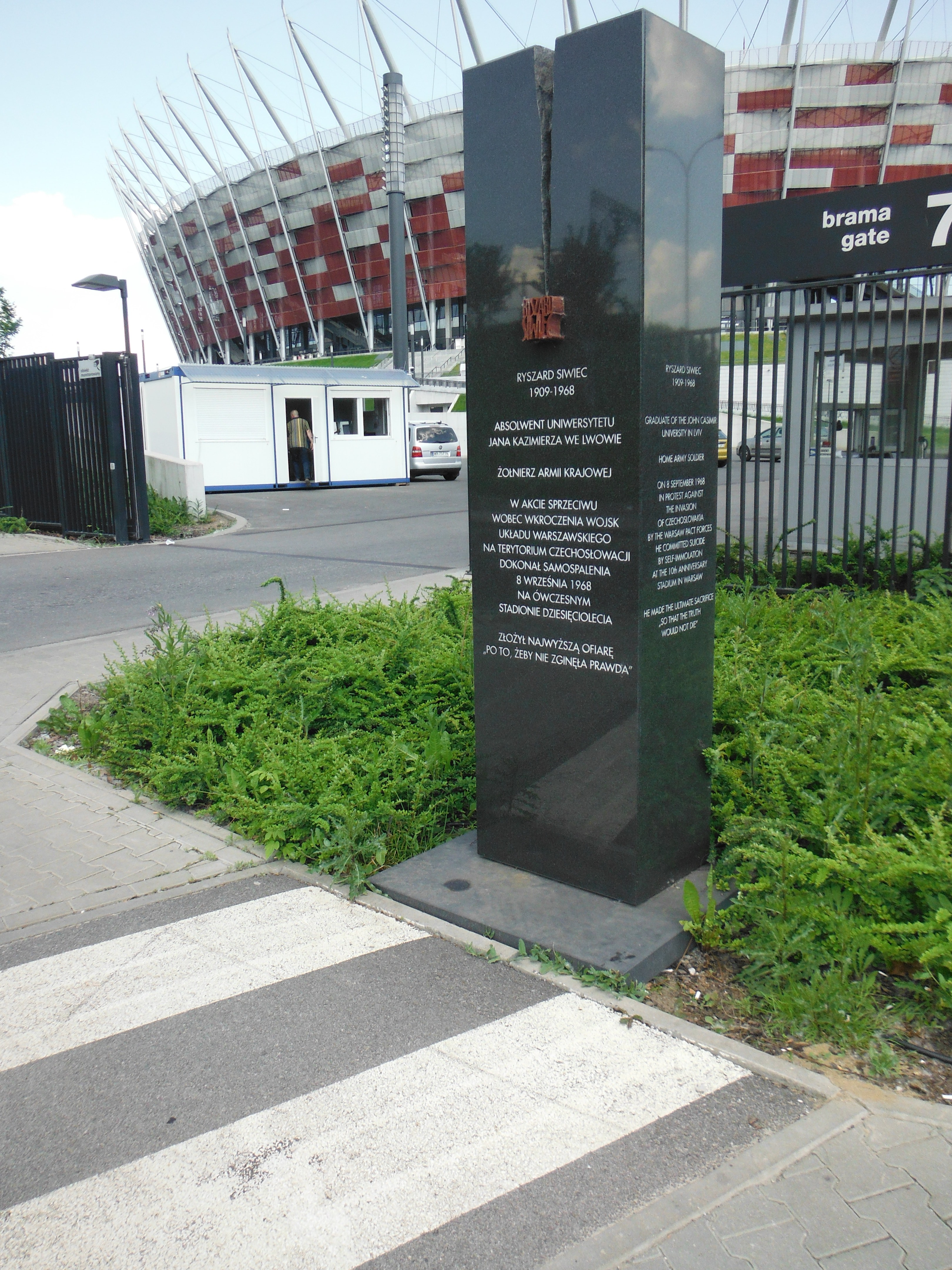
Gedenkstein vor dem Stadion Narodowy in Warschau

Ryszard Siwiec (* 7. März 1909 in Dębica; † 12. September 1968 in Warschau) war ein polnischer Philosoph, Buchhalter und Soldat der polnischen Heimatarmee. Während des Erntedankfestes am 8. September 1968 im Warschauer Stadion Dziesięciolecia, auf dem neben 100.000 Zuschauern auf den Tribünen auch führende Parteikader der PZPR und Diplomaten aus dem Ausland anwesend waren, beging Siwiec eine Selbstverbrennung, um gegen den Einmarsch des Warschauer Paktes in die Tschechoslowakei im August desselben Jahres und das sozialistische Regime in Polen zu protestieren.

## Leben
Geboren im südostpolnischen Dębica, studierte Ryszard Siwiec Philosophie an der Universität im damals noch polnischen Lemberg und wurde anschließend Lehrer. Während des Zweiten Weltkrieges kämpfte er als Untergrundsoldat der polnischen Heimatarmee (polnisch: Armia Krajowa) gegen die deutschen Besatzer. Nach dem Krieg entschied er sich, den Lehrberuf aufzugeben, um nicht die Indoktrination der Jugend durch das in Polen nach dem Krieg entstandene kommunistische Regime zu unterstützen. Bis zu seinem Tod arbeitete er stattdessen als Buchhalter in Przemyśl und hatte zusammen mit seiner Frau fünf Kinder.
Viele Jahre vor seiner Selbstverbrennung hatte Siwiec bereits damit begonnen, auf Handzetteln seine kritischen Gedanken zum herrschenden Regime der Polnischen Vereinigten Arbeiterpartei (polnisch: kurz PZPR) zu verbreiten. Er unterschrieb seine Texte damals zum eigenen Schutz mit dem Pseudonym Jan Polak. Der Einmarsch des polnischen Militärs zusammen mit anderen Armeen der Mitgliedsstaaten des Warschauer Paktes in die Tschechoslowakei im August 1968 berührte Siwiec stark und veranlasste ihn, aktiver gegen das Regime vorzugehen. Die Selbstverbrennung als Form des Protests, um die Öffentlichkeit auf die Missstände aufmerksam zu machen, wählte Siwiec vermutlich in Anlehnung an den vietnamesischen Mönch Thích Quảng Đức, der sich fünf Jahre zuvor in Saigon aus Protest gegen die Unterdrückung der Buddhisten in Vietnam durch die Regierung unter Präsident Ngô Đình Diệm selbst angezündet hatte.

## Ablauf
Als Ort der Selbstverbrennung hatte Siwiec die Feierlichkeiten zum Erntedankfest 1968 ausgewählt, die im 100.000 Menschen fassenden Stadion Dziesięciolecia abgehalten werden sollten. Vor seiner Abfahrt mit dem Zug nach Warschau schrieb Siwiec sein Testament und nahm gleichzeitig mit einem Kassettenrekorder eine antikommunistische Botschaft auf. Von seiner Frau verabschiedete er sich über einen Brief, den er während der Zugfahrt geschrieben und in Warschau per Post an sich abgeschickt hatte. Darin bat er um Vergebung und erklärte die Notwendigkeit seiner Tat. Zudem schrieb er, er fühle sich sehr wohl und spüre eine innere Ruhe wie noch nie zuvor in seinem Leben. Der Brief erreichte seine Gattin allerdings erst nach 22 Jahren. Der polnische Staatssicherheitsdienst hatte das Schreiben abgefangen und zurückgehalten.
Im Stadion nahm Siwiec in der Mitte einer der Tribünen Platz. Zuvor hatte er Handzettel mit antikommunistischen Texten im Stadion verteilt. Als er sich mit einem Anzünder in Brand gesetzt hatte, rief er gleichzeitig: „Ich protestiere.“ Personen und Feuerwehrleute, die das Feuer zu löschen versuchten, hielt er davon ab. Er wurde in ein nahes Krankenhaus gebracht und verstarb vier Tage nach dem Vorfall an den Folgen seiner Verbrennungen.

## Folgen
Bis heute ist unklar, wieso Siwiec mit seiner Tat bis zu den Tanzvorführungen verschiedener Jugendgruppen gewartet hatte und nicht bereits während der mehrminütigen Rede des Parteivorsitzenden Władysław Gomułka damit begonnen hatte. Von den 100.000 anwesenden Zuschauern auf den Tribünen und den Tanzgruppen auf dem Feld hatten nicht alle die Aktion mitbekommen. Auch aufgrund des laufenden Programms, der Musik und des festgelegten Textes der Stadion- und Radiosprecher gab es keine Unterbrechung, die auch die restlichen Anwesenden darauf aufmerksam gemacht hätte.
Den in der Nähe stehenden Zeugen im Stadion und den Feuerwehrleuten, die ihn retten wollten, wurde nach Siwiec’ Tod eingeredet, er sei psychisch krank gewesen. In keinem der gänzlich staatlichen Medien wurde auch nur ein Wort über die Tat berichtet. Während seines Begräbnisses, welches eine Vielzahl an Menschen anzog, versuchte der Staatssicherheitsdienst Gerüchte über einen angeblichen Alkoholismus Siwiec’ zu verbreiten.
Erst im April 1969 berichtete die polnischsprachige Sendereihe des Radio Free Europe über den Vorfall und die Hintergründe. Ungewiss ist daher, ob der tschechoslowakische Student Jan Palach von den Geschehnissen in Warschau wusste, als er sich am 16. Januar 1969 ebenfalls aus Protest in Prag selbst verbrannte. Bekannter wurde die Tat Siwiec’ erst 1981, als seine Familie eine Publikation zu dem Thema veröffentlicht hatte und im Zuge der politischen Vorgänge die Kritik am herrschenden Regime immer größer wurde.
Zwei Jahre nach der politischen Wende widmete sich 1991 der polnische Regisseur Maciej Drygas in seinem preisgekrönten Film Hört meinen Schrei (polnisch: Usłyszcie mój krzyk) der Tat des Ryszard Siwiec, in dem er auch Zeitzeugen und Angehörige zu Wort kommen lässt. Verwendet wurden darin vor allem Aufnahmen, die zuvor vom Staatssicherheitsdienst zurückgehalten worden waren. Erst die Ausstrahlung des Films machten Siwiec und seine Tat in ganz Polen bekannt.
Zu seinen Ehren wurde eine Brücke in Przemyśl nach Ryszard Siwiec benannt. Ebenfalls befinden sich in Polen, Tschechien und der Slowakei mehrere Straßen mit seinem Namen. Zeitweilig wurde zudem darüber debattiert, ob das neue Stadion Narodowy in Warschau nach ihm benannt werden sollte.
Siwiec bekam postum 2001 den tschechischen Tomáš-Garrigue-Masaryk-Orden, 2003 den polnischen Polonia-Restituta-Orden und 2006 den slowakischen Weißes-Doppelkreuz-Orden. In Prag wurde nach ihm eine Straße benannt, in der sich das Institut für das Studium totalitärer Regimes befindet, 2010 wurde in der Straße vor dem Institutsgebäude dann ein Denkmal für ihn errichtet.
Am 6. März 2009 erinnerte der polnische Sejm in einem Beschluss an die Tat und drückte höchste Wertschätzung für Siwiec aus.